# Cassina de' Pecchi
Cassina de' Pecchi é uma comuna italiana da região da Lombardia, província de Milão, com cerca de 12.328 habitantes. Estende-se por uma área de 7 km², tendo uma densidade populacional de 1761 hab/km². Faz fronteira com Gorgonzola, Bussero, Cernusco sul Naviglio, Melzo, Vignate. O nome da comuna homenageia a família Pecchio.

## Demografia
| Variação demográfica do município entre 1861 e 2011                               |
|                                                                                   |
| Fonte: Istituto Nazionale di Statistica (ISTAT) - Elaboração gráfica da Wikipedia |